# Erica Sullivan
Erica Sullivan (9 augustus 2000) is een Amerikaanse zwemster. Ze vertegenwoordigde haar vaderland op de Olympische Zomerspelen 2020 in Tokio.

## Carrière
Bij haar internationale debuut, op de wereldkampioenschappen openwaterzwemmen 2019 in Gwangju, eindigde Sullivan als vijfde op de 25 kilometer openwater.
Tijdens de Olympische Zomerspelen van 2020 in Tokio veroverde de Amerikaanse de zilveren medaille op de 1500 meter vrije slag.

## Internationale toernooien
| Jaar | Olympische Spelen                         | WK langebaan                              | WK kortebaan                              | PanPacs                                   | Pan-Amerikaanse Spelen                    |
| ---- | ----------------------------------------- | ----------------------------------------- | ----------------------------------------- | ----------------------------------------- | ----------------------------------------- |
| 2019 |                                           | 5e 25 km openwater                        |                                           |                                           | geen deelname                             |
| 2020 | Geen toernooien vanwege de coronapandemie | Geen toernooien vanwege de coronapandemie | Geen toernooien vanwege de coronapandemie | Geen toernooien vanwege de coronapandemie | Geen toernooien vanwege de coronapandemie |
| 2021 | 1500m vrije slag                          |                                           | 13-18 december                            |                                           |                                           |

## Persoonlijke records
Bijgewerkt tot en met 28 juli 2021
Langebaan
| Afstand          | Tijd     | Datum           | Plaats    |
| ---------------- | -------- | --------------- | --------- |
| 400m vrije slag  | 04.06,36 | 18 januari 2020 | Knoxville |
| 800m vrije slag  | 08.23,02 | 16 juni 2021    | Omaha     |
| 1500m vrije slag | 15.41,41 | 28 juli 2021    | Tokio     |